# Ruta OM25 (Lima)
La ruta OM25/1446 o "la 87C1" es una ruta de transporte público del área metropolitana de Lima, que conecta los distritos de Puente Piedra y San Miguel. El trayecto de esta ruta consta de 94 o 97 paradas dependiendo de la dirección y dura aproximadamente entre 2 y 3 horas.

## Características
Esta ruta de transporte público está administrada por la Empresa de Transportes Cruz de Motupe S.A., y comparte similitud con las rutas 1502 y OM47, que transitan por la urbe limeño-chalaca.

### Autorización
La ruta OM25 se encuentra autorizada por la Municipalidad Provincial del Callao (MPC) y la Autoridad de Transporte Urbano (ATU).

## Trayecto
Los autobuses de la ruta OM25 (aprox. 60) comienzan a operar a las 5:00 a.m. y terminan a las 11:00 p.m. por los distritos de Puente Piedra, Comas, Los Olivos, San Martín de Porres, Callao, Bellavista, San Miguel, Lima y Breña en las provincias de Lima y Callao; pasando por importantes lugares como el Óvalo de Puente Piedra, Mercado Unicachi, Real Plaza Pro, el Club Metropolitano Lloque Yupanqui, el aeropuerto Jorge Chávez, la plaza Garibaldi, el Óvalo la Perla, el centro comercial Bellavista, el Hospital Naval y la Universidad Nacional Mayor de San Marcos.

### Terminales
Su terminal de ida se encuentra en el asentamiento humano San Juan de Coronela, en Puente Piedra y su terminal de vuelta se encuentra en la urbanización Rigel, en San Miguel.

### Recorrido
| Dirección                  | Avenidas y calles |
| -------------------------- | --- |
| Ida Hacia San Miguel       | Av. San Juan - Carretera Panamericana Norte - Av. Las Palmeras - Av. Santiago Antúnez de Mayolo - Av. Universitaria - Av. Angélica Gamarra - Av. Tomás Valle - Av. Elmer Faucett - Av. La Chalaca - Av. Nuevo Aeropuerto - Jr. Apurímac - Av. Alameda - Av. Néstor Gambetta - Av. Argentina - Av. 2 de Mayo - Av. Marco Polo - Av. Miguel Grau - Jr. Colina - Av. José Gálvez - Av. Venezuela.                                                                      |
| Vuelta Hacia Puente Piedra | Av. Venezuela - Av. José Gálvez - Jr. Colina - Jr. Ugarte - Jr. Los Héroes - Av. Miguel Grau - C. Secada - Av. Marco Polo - Av. 2 de Mayo - Av. Argentina - Av. Néstor Gambetta - Av. Alameda - C. Circunvalación - C. Piura - Av. La Chalaca - Av. Elmer Faucett - Av. Tomás Valle - Av. Angélica Gamarra - Av. Universitaria - Av. Santiago Antúnez de Mayolo - Av. Las Palmeras - Av. Marañón - Av. Universitaria - Carretera Panamericana Norte - Av. San Juan. |

Actualmente la ruta OM25 solo dirige hasta la Av. Marco Polo en el Callao.

## Rutas relacionadas
1502 (Puente Piedra - Lima), OM47/1448 (Ventanilla - San Miguel), 1901 (Puente Piedra - La Perla).